# Acksisjön
Acksisjön är en sjö i Mora kommun i Dalarna och ingår i Dalälvens huvudavrinningsområde. Sjön har en area på 0,234 kvadratkilometer och ligger 383,4 meter över havet. Sjön avvattnas av vattendraget Acksiån. Vid provfiske har abborre, elritsa, ruda och öring fångats i sjön.

## Delavrinningsområde
Acksisjön ingår i det delavrinningsområde (677569-140525) som SMHI kallar för Utloppet av Acksisjön. Medelhöjden är 421 meter över havet och ytan är 4,97 kvadratkilometer. Det finns ett avrinningsområde uppströms, och räknas det in blir den ackumulerade arean 16,95 kvadratkilometer. Acksiån som avvattnar avrinningsområdet har biflödesordning 3, vilket innebär att vattnet flödar genom totalt 3 vattendrag innan det når havet efter 350 kilometer. Avrinningsområdet består mestadels av skog (81 procent) och sankmarker (14 procent). Avrinningsområdet har 0,24 kvadratkilometer vattenytor vilket ger det en sjöprocent på 4,8 procent.